# Viện Hàn lâm Khoa học xã hội Việt Nam
Viện Hàn lâm Khoa học xã hội Việt Nam (tên quốc tế: Vietnam Academy of Social Sciences, VASS) là cơ quan thuộc Chính phủ Việt Nam, có chức năng nghiên cứu những vấn đề cơ bản về khoa học xã hội Việt Nam; cung cấp luận cứ khoa học cho việc hoạch định đường lối, chiến lược, quy hoạch và chính sách phát triển nhanh, bền vững theo định hướng xã hội chủ nghĩa; tổ chức tư vấn và đào tạo sau đại học về khoa học xã hội; tham gia phát triển tiềm lực khoa học xã hội của cả nước.
Kể từ cơ quan tiền thân là Ban Nghiên cứu Lịch sử, Địa lý, Văn học năm 1953 tới nay, Viện đã có lịch sử hình thành và phát triển 70 năm. Hiện nay, Viện Hàn lâm Khoa học Xã hội Việt Nam có 35 cơ quan nghiên cứu khoa học, 5 cơ quan sự nghiệp khoa học, và 6 cơ quan chức năng giúp việc Chủ tịch Viện trên mọi lĩnh vực hoạt động.

## Lịch sử và tên gọi của Viện qua các thời kỳ
- Ngày 2 tháng 12 năm 1953, Ban nghiên cứu Lịch sử, Địa lý, Văn học được thành lập theo Quyết định số 34-NQ/TW của Ban Chấp hành Trung ương Đảng Lao động Việt Nam.[2]
- Giữa năm 1954 Ban nghiên cứu Lịch sử, Địa lý, Văn học đổi tên thành Ban nghiên cứu Văn học, Lịch sử, Địa lý, gọi tắt là Ban nghiên cứu Văn, Sử, Địa.
- Ngày 7 tháng 8 năm 1956, Ban Bí thư khoá II đã ban hành Nghị quyết số 11-NQ/TW về việc chuyển Ban Nghiên cứu Văn, Sử, Địa sang Bộ Giáo dục. Ngày 4 tháng 9 năm 1956 Phủ thủ tướng nước Việt Nam Dân chủ Cộng hòa ra Nghị định số 1036-TTg thành lập Ban Nghiên cứu lịch sử, văn học và địa lý Việt Nam thuộc Bộ Giáo dục.
- Ngày 4 tháng 3 năm 1959, Chủ tịch nước Việt Nam Dân chủ Cộng hòa đã ký Sắc lệnh số 016-SL thành lập Ủy ban Khoa học Nhà nước trực thuộc Hội đồng Chính phủ. Ban khoa học xã hội nằm trong cơ cấu tổ chức của Ủy ban khoa học Nhà nước.
- Ngày 11 tháng 10 năm 1965, Ủy ban thường vụ Quốc hội đã Quyết định tách Ủy ban khoa học Nhà nước thành hai cơ quan độc lập: Ủy ban khoa học và kỹ thuật Nhà nước và Viện khoa học Xã hội.
- Ngày 19 tháng 6 năm 1967, Ủy ban thường vụ Quốc hội đã ra Quyết định số 47/TVQH về việc đổi tên Viện khoa học Xã hội thành Ủy ban Khoa học Xã hội Việt Nam.
- Ngày 31 tháng 3 năm 1990 Hội đồng nhà nước ra Nghị quyết số 244 NQ/HĐNN8, đổi tên Ủy ban Khoa học Xã hội Việt Nam thành Viện Khoa học Xã hội Việt Nam.
- Ngày 22 tháng 5 năm 1993 Chính phủ ra Nghị định số 23/CP về việc thành lập Trung tâm Khoa học Xã hội và Nhân văn Quốc gia trên cơ sở tổ chức lại Viện Khoa học Xã hội Việt Nam.
- Ngày 1 tháng 4 năm 2003, Chính phủ Việt Nam ra Nghị định số 30/2003/NĐ-CP đổi tên Trung tâm Khoa học Xã hội và Nhân văn Quốc gia thành tên Viện Khoa học Xã hội Việt Nam.
- Ngày 22 tháng 4 năm 2008, Chính phủ ban hành Nghị định số 53/2008/NĐ-CP, theo đó tên Viện được đổi thành Viện Khoa học xã hội Việt Nam.
- Ngày 26 tháng 12 năm 2012, Chính phủ ban hành Nghị định số 109/2012/NĐ-CP Lưu trữ ngày 3 tháng 12 năm 2013 tại Wayback Machine quy định chức năng, nhiệm vụ, quyền hạn và cơ cấu tổ chức của Viện Hàn lâm Khoa học xã hội Việt Nam. Nghị định có hiệu lực thi hành từ ngày 22 tháng 2 năm 2013.

## Nhiệm vụ, quyền hạn
Theo quy định tại Nghị định số 108/2022/NĐ-CP của Chính phủ ngày 28 tháng 12 năm 2022, Viện Hàn lâm Khoa học Xã hội Việt Nam có trách nhiệm thực hiện những nhiệm vụ, quyền hạn của một cơ quan thuộc Chính phủ, bao gồm:
Nghiên cứu những vấn đề lý luận và thực tiễn sau đây về khoa học xã hội Việt Nam:
- Lý luận và kinh nghiệm phát triển trên thế giới, dự báo xu hướng phát triển chủ yếu của khu vực và thế giới, đánh giá những tác động nhiều mặt của quá trình toàn cầu hoá và hội nhập kinh tế quốc tế đến sự phát triển khu vực, toàn cầu và Việt Nam;
- Những khía cạnh khoa học xã hội của sự phát triển khoa học và công nghệ và nền kinh tế tri thức trong bối cảnh toàn cầu hoá và sự tác động của chúng đến tiến trình phát triển kinh tế - xã hội Việt Nam;
- Sự phát triển của nền kinh tế thị trường định hướng xã hội chủ nghĩa; phát triển xã hội dân sự và nền dân chủ xã hội chủ nghĩa ở Việt Nam;
- Những vấn đề cơ bản và cấp bách về dân tộc, tôn giáo, lịch sử, văn hoá nhằm phát huy sức mạnh toàn dân tộc trong sự nghiệp xây dựng và bảo vệ Tổ quốc;
- Những vấn đề cơ bản về phát triển toàn diện con người Việt Nam mang đậm tính nhân văn và các giá trị văn hoá tốt đẹp của dân tộc, tiếp thu tinh hoa của văn hoá, văn minh nhân loại;
- Những vấn đề về đổi mới và hoàn thiện hệ thống chính trị; nâng cao năng lực cầm quyền và lãnh đạo của Đảng Cộng sản Việt Nam; hiệu lực, hiệu quả của Nhà nước pháp quyền xã hội chủ nghĩa Việt Nam; từng bước hoàn thiện hệ thống pháp luật Việt Nam;
- Những vấn đề cơ bản, toàn diện, có hệ thống về lý thuyết phát triển của Việt Nam dưới tác động của toàn cầu hoá và hội nhập quốc tế;
- Nghiên cứu, điều tra cơ bản, liên ngành về khoa học xã hội, phân tích và dự báo kinh tế - xã hội phục vụ nhu cầu phát triển đất nước, chú trọng những lĩnh vực kinh tế - xã hội chủ yếu, những ngành, vùng kinh tế trọng điểm của đất nước;
- Nghiên cứu, tổ chức biên soạn những bộ sách lớn, tiêu biểu cho tinh hoa của trí tuệ Việt Nam và thế giới phục vụ công tác nghiên cứu, giảng dạy và truyền bá tri thức về khoa học xã hội.

Tổ chức sưu tầm, khai quật, nghiên cứu, bảo tồn và bảo tàng nhằm phát huy những di sản văn hoá của các dân tộc Việt Nam.
Kết hợp nghiên cứu với đào tạo trong lĩnh vực khoa học xã hội; đào tạo và cấp bằng thạc sĩ và tiến sĩ về khoa học xã hội theo quy định của pháp luật; tham gia phát triển nguồn nhân lực có trình độ cao theo yêu cầu của cả nước, ngành, vùng, địa phương và doanh nghiệp.
Tổ chức hợp tác nghiên cứu và liên kết đào tạo về khoa học xã hội với các tổ chức quốc tế, các viện và trường đại học nước ngoài theo quy định của pháp luật.
Góp ý và phản biện các chiến lược, quy hoạch, kế hoạch, chính sách, chương trình và dự án phát triển kinh tế - xã hội quan trọng theo yêu cầu của Chính phủ, Thủ tướng Chính phủ, các Bộ, ngành, địa phương và doanh nghiệp.
Tổ chức tư vấn và thực hiện dịch vụ công theo quy định của pháp luật.
Xây dựng hệ thống quốc gia về thông tin khoa học xã hội, phổ biến tri thức khoa học, góp phần nâng cao trình độ dân trí.

## Cơ cấu tổ chức

### Lãnh đạo
Ban lãnh đạo Viện Hàn lâm Khoa học Xã hội Việt Nam gồm Chủ tịch và các Phó Chủ tịch.
- Chủ tịch: Tiến sĩ Phan Chí Hiếu
- Phó Chủ tịch:
  - Tiến sĩ Đặng Xuân Thanh
  - Phó Giáo sư, Tiến sĩ Nguyễn Đức Minh
  - Phó Giáo sư, Tiến sĩ Tạ Minh Tuấn

### Các đơn vị chức năng
1. Ban Tổ chức - Cán bộ
2. Ban Kế hoạch - Tài chính
3. Ban Quản lý khoa học
4. Ban Hợp tác quốc tế

### Các đơn vị nghiên cứu khoa học xã hội
1. Viện Triết học
2. Viện Nhà nước và Pháp luật
3. Viện Kinh tế Việt Nam
4. Viện Xã hội học
5. Viện Nghiên cứu Con người
6. Viện Địa lý nhân văn
7. Viện Thông tin Khoa học xã hội
8. Viện Nghiên cứu Gia đình và Giới
9. Viện Nghiên cứu và Phát triển bền vững Vùng

### Các đơn vị nghiên cứu khoa học nhân văn
1. Viện Sử học
2. Viện Văn học
3. Viện Ngôn ngữ học
4. Viện Nghiên cứu Hán - Nôm
5. Viện Khảo cổ học
6. Viện Dân tộc học[3]
7. Viện Tâm lý học
8. Viện Nghiên cứu Văn hóa
9. Viện Nghiên cứu Tôn giáo

### Các đơn vị nghiên cứu vùng và quốc tế
1. Viện Khoa học xã hội vùng Nam Bộ
2. Viện Khoa học xã hội vùng Trung Bộ
3. Viện Khoa học xã hội vùng Tây Nguyên
4. Viện Kinh tế và Chính trị Thế giới
5. Viện Nghiên cứu Trung Quốc
6. Viện Nghiên cứu Đông Bắc Á
7. Viện Nghiên cứu Đông Nam Á
8. Viện Nghiên cứu Châu Âu
9. Viện Nghiên cứu châu Mỹ
10. Viện Nghiên cứu Nam Á, Tây Á và Châu Phi

### Các đơn vị khác
1. Văn phòng Viện
2. Tạp chí Khoa học xã hội Việt Nam
3. Trung tâm Ứng dụng Công nghệ thông tin
4. Nhà xuất bản Khoa học xã hội
5. Học viện Khoa học Xã hội
6. Bảo tàng Dân tộc học Việt Nam[3]
7. Trung tâm Giao lưu Nghiên cứu và Hợp tác về nhân lực khoa học

## Các ấn phẩm tạp chí
Hiện nay, Viện Hàn lâm Khoa học xã hội Việt Nam có 34 tạp chí khoa học được Bộ Thông tin và Truyền thông cấp giấy phép hoạt động và tương ứng có 34 tòa soạn tạp chí. Ngoài ra Viện còn có 6 phụ trương, tuy đứng về phương diện đăng ký chính thức về mặt tổ chức là "phụ trương" nhưng với độc giả đây vẫn là những tạp chí có thương hiệu. Trong số 34 tạp chí và phụ trương nói trên có 26 tạp chí tiếng Việt và 8 tạp chí bằng tiếng Anh. Tòa soạn của tạp chí Vietnam Social Sciences trực thuộc Viện Hàn lâm Khoa học xã hội Việt Nam, còn tòa soạn của các tạp chí khác nằm trong các viện nghiên cứu chuyên ngành.

### Các tạp chí khoa học
1. Tạp chí Dân tộc học[5]
2. Tạp chí Châu Mỹ ngày nay
3. Tạp chí Hán Nôm
4. Tạp chí Khảo cổ học
5. Tạp chí Khoa học Xã hội Việt Nam
6. Tạp chí Nhà nước và Pháp luật
7. Tạp chí Nghiên cứu châu Âu
8. Tạp chí Nghiên cứu châu Phi và Trung Đông
9. Tạp chí Nghiên cứu Con người
10. Tạp chí Nghiên cứu Đông Bắc Á
11. Tạp chí Nghiên cứu Đông Nam Á
12. Tạp chí Nghiên cứu Gia đình và Giới
13. Tạp chí Nghiên cứu Lịch sử
14. Tạp chí Nghiên cứu Kinh tế
15. Tạp chí Nghiên cứu Phát triển bền vững Vùng
16. Tạp chí Nghiên cứu Tôn giáo
17. Tạp chí Nghiên cứu Trung Quốc
18. Tạp chí Nghiên cứu Ấn Độ và Châu Á
19. Tạp chí Ngôn ngữ
20. Tạp chí Những vấn đề Kinh tế và Chính trị thế giới
21. Tạp chí Tâm lý học
22. Tạp chí Thông tin Khoa học xã hội
23. Tạp chí Triết học
24. Tạp chí Văn hoá Dân gian
25. Tạp chí Nghiên cứu Văn học
26. Tạp chí Xã hội học
27. Tạp chí Từ điển học và Bách khoa thư
28. Tạp chí Nhân lực Khoa học xã hội
29. Tạp chí Khoa học xã hội Miền Trung
30. Tạp chí Khoa học xã hội vùng Nam bộ "
31. Tạp chí Khoa học xã hội Tây Nguyên
32. Tạp chí Bảo tàng và Nhân học
33. Tạp chí Nghiên cứu Địa lý Nhân văn

### Phụ trương
1. Anthoropology Review, của Tạp chí Dân tộc học, ra 2kỳ/năm[4].
2. Chinese Studies Review của Tạp chí Nghiên cứu Trung Quốc, ra 1kỳ/năm.
3. European Studies Review của Tạp chí nghiên cứu Châu âu, ra 1kỳ/năm.
4. Philosophy của Tạp chí Triết học, ra 4 kỳ/năm (ISSN 086-7632)
5. The Journal of Historical Studies của Tạp chí Nghiên cứu Lịch sử, ra 1 kỳ/năm (ISSN 0866-7497).
6. Vietnam Economic Review ra 12kỳ/năm, do Viện Kinh tế và Chính trị thế giới phụ trách.
7. Vietnam Social Sciences thuộc Viện Hàn lâm Khoa học xã hội Việt Nam.
8. Vietnam Socio-Economic Development

## Lãnh đạo Viện qua các thời kỳ
| TT | Tên                | Đảm nhiệm từ          | Thời gian tại nhiệm | Thời gian tại nhiệm | Chức vụ                                                      |
| -- | ------------------ | --------------------- | ------------------- | ------------------- | ------------------------------------------------------------ |
| 1  | Trần Huy Liệu      | 2/12/1953 - 4/3/1959  | 5 năm, 92 ngày      | 5 năm, 92 ngày      | Trưởng Ban Nghiên cứu Lịch sử, Địa lý, Văn học               |
| 2  | Nguyễn Khánh Toàn  | 4/6/1967 - 10/7/1982  | 15 năm, 36 ngày     | 15 năm, 36 ngày     | Chủ nhiệm Ủy ban Khoa học xã hội Việt Nam                    |
| 3  | Đào Văn Tập        | 10/7/1982 - 6/8/1985  | 3 năm, 27 ngày      | 3 năm, 27 ngày      | Chủ nhiệm Ủy ban Khoa học xã hội Việt Nam                    |
| 4  | Phạm Như Cương     | 6/8/1985 - 13/3/1990  | 4 năm, 219 ngày     | 4 năm, 219 ngày     | Chủ nhiệm Ủy ban Khoa học xã hội Việt Nam                    |
| 5  | Đặng Xuân Kỳ       | 13/3/1990 - 8/8/1991  | 1 năm, 148 ngày     | 1 năm, 148 ngày     | Viện trưởng Viện Khoa học xã hội Việt Nam                    |
| 6  | Nguyễn Duy Quý     | 8/8/1991 - 6/1/1993   | 1 năm, 151 ngày     | 1 năm, 287 ngày     | Viện trưởng Viện Khoa học xã hội Việt Nam                    |
| 6  | Nguyễn Duy Quý     | 6/1/1993 - 22/5/2003  | 10 năm 136 ngày     | 1 năm, 287 ngày     | Giám đốc Trung tâm Khoa học xã hội và Nhân văn Quốc gia      |
| 7  | Đỗ Hoài Nam        | 22/5/2003 - 22/4/2008 | 4 năm 335 ngày      | 7 năm 344 ngày      | Giám đốc Trung tâm Khoa học xã hội và Nhân văn Quốc gia      |
| 7  | Đỗ Hoài Nam        | 22/4/2008 - 1/5/2011  | 3 năm 09 ngày       | 7 năm 344 ngày      | Chủ tịch Viện Khoa học xã hội Việt Nam                       |
| 8  | Nguyễn Xuân Thắng  | 1/5/2011 - 22/2/2013  | 1 năm, 297 ngày     | 5 năm, 14 ngày      | Chủ tịch Viện Khoa học xã hội Việt Nam                       |
| 8  | Nguyễn Xuân Thắng  | 22/2/2013 - 15/5/2016 | 3 năm, 83 ngày      | 5 năm, 14 ngày      | Chủ tịch Viện Hàn lâm Khoa học xã hội Việt Nam               |
| 9  | Nguyễn Quang Thuấn | 18/5/2016 - 30/9/2019 | 3 năm, 135 ngày     | 3 năm, 135 ngày     | Chủ tịch Viện Hàn lâm Khoa học xã hội Việt Nam               |
| –  | Bùi Nhật Quang     | 1/10/2019 - 8/11/2019 | 38 ngày             | 3 năm, 13 ngày      | Phó Chủ tịch phụ trách Viện Hàn lâm Khoa học xã hội Việt Nam |
| 10 | Bùi Nhật Quang     | 8/11/2019–14/10/2022  | 2 năm, 340 ngày     | 3 năm, 13 ngày      | Chủ tịch Viện Hàn lâm Khoa học xã hội Việt Nam               |
| -  | Đặng Xuân Thanh    | 14/10/2022 - 9/1/2023 | 87 ngày             | 87 ngày             | Phó Chủ tịch Phụ trách Viện Hàn lâm Khoa học xã hội Việt Nam |
| 11 | Phan Chí Hiếu      | 9/1/2023 - nay        | 2 năm, 72 ngày      | 2 năm, 72 ngày      | Chủ tịch Viện Hàn lâm Khoa học xã hội Việt Nam               |